# 1-ша Полярна стрілецька дивізія
1-ша Полярна стрілецька дивізія (1 сд) (рос. 1-я Полярная стрелковая дивизия) — військове з'єднання, стрілецька дивізія сухопутних військ Червоної армії, що існувала на початку німецько-радянської війни.
1-ша Полярна стрілецька дивізія сформована у вересні 1941 року у Мурманську на підставі директиви Військової Ради 14-ї армії Карельського фронту з особового складу 112-го резервного стрілецького полку, ополченців і спецпереселенців (в'язнів ГУЛАГу, тому її називали часом «дикою дивізією»).
1-6 вересня 1941 року були сформовані управління дивізії, 1-й і 2-й стрілецькі полки, окремий батальйони зв'язку, окрема розвідувальна рота, окремий медико-санітарний батальйон і окрема авторота підвезення. Командири рот і взводів призначалися, в основному, з ув'язнених таборів Кандалакші і Кіровська. Обидва стрілецькі полки відразу виступили на фронт, який був прорваний противником 8 вересня 1941 на лівому фланзі 14-ї армії. У боях 15-30 вересня спільно з 14-ю дивізією 14-ї армії генерал-лейтенанта Фролова частини з'єднання зупинили останній наступ гірських єгерів на Мурманськ у районі озер Нож'явр і Вуд'явр і відкинули противника на лівий берег річки Західна Ліца.
28 вересня 1941 року дивізія переформована на 186-у Полярну стрілецьку дивізію, в якій були сформовані 3-й стрілецький полк, артилерійський полк, зенітний артдивізіон, мінометний та протитанковий дивізіони.